# Maxim Copeliciuc
Maxim Copeliciuc (ur. 8 sierpnia 1988 w Tyraspolu) – mołdawski piłkarz, od 2012 roku grający w klubie FC Tiraspol. Występuje na pozycji bramkarza.

## Kariera klubowa
Copeliciuc profesjonalną karierę rozpoczął w klubie Academia Kiszyniów, w którym przebywał do 2012 roku. Przed sezonem 2012–2013 przeniósł się do FC Tiraspol.

## Kariera reprezentacyjna
W reprezentacji Mołdawii zadebiutował 18 listopada 2008 roku w meczu przeciwko Estonii. Na boisku pojawił się w 84 minucie meczu.
| Mecze i gole w reprezentacji | Mecze i gole w reprezentacji | Mecze i gole w reprezentacji | Mecze i gole w reprezentacji | Mecze i gole w reprezentacji | Mecze i gole w reprezentacji | Mecze i gole w reprezentacji |
| #                            | Data                         | Stadion                      | Rywal                        | Wynik                        | Gol                          | Rozgrywki                    |
| 2008                         | 2008                         | 2008                         | 2008                         | 2008                         | 2008                         | 2008                         |
| ---------------------------- | ---------------------------- | ---------------------------- | ---------------------------- | ---------------------------- | ---------------------------- | ---------------------------- |
| 1.                           | 18.11.2008                   | Tallinn, Estonia             | Estonia                      | 0:1                          | 0                            | towarzyski                   |